# فرد بت
فرد بت (انگلیسی: Fred Bett; ۵ دسامبر ۱۹۲۰ – ۲۰۰۵ (۸۴−۸۵ سال)) بازیکن فوتبال بود.
از باشگاه‌هایی که در آن بازی کرده‌است می‌توان به باشگاه فوتبال اسکانتورپ یونایتد اشاره کرد.